# Holothrix papillosa
Holothrix papillosa är en orkidéart som beskrevs av Victor Samuel Summerhayes. Holothrix papillosa ingår i släktet Holothrix och familjen orkidéer. Inga underarter finns listade i Catalogue of Life.